# Pamphylien

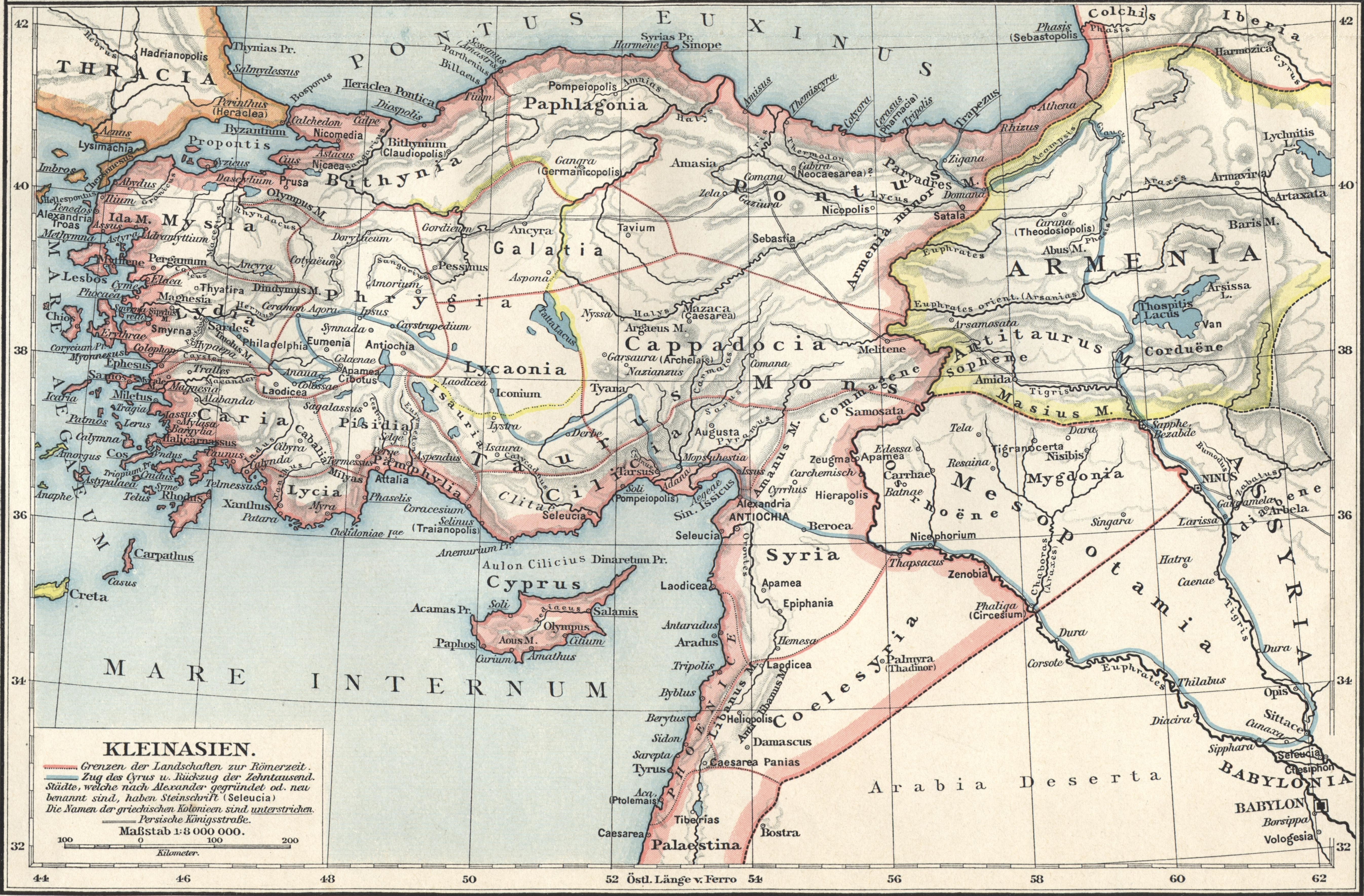
Kleinasien in der Antike

Pamphylien (altgriechisch Παμφυλία Pamphylía), auch Pamphilien, ist eine antike Landschaft an der mittleren Südküste von Kleinasien – etwa von der heutigen Großstadt Antalya nach Osten zum Taurusgebirge in der Türkei.
Ihre Nachbarregionen hießen Lykien (im Westen), Pisidien (im Norden, zu dem die Grenze um die Zeitenwende zu verschwimmen begann), und Kilikien im Osten.
In römischer Zeit bildete es mit Lykien die Provinz Lycia et Pamphylia.
Der Hauptort der Region war Side, wo auch Hinweise auf eine sidetische Sprache gefunden wurden. Weitere antike Städte Pamphyliens waren Alara, Andida, Aspendos, Attaleia, Etenna, Hamaxia, Korakesion, Isinda, Kibyra, Kremna, Laertes, Maximianupolis, Lyrbe, Perge, Syllaion, Syedra, Termessos und Trebenna. 